# Most Krowi
Most Krowi (niem. Kuhbrücke, łac. Pons Pecorum) – most w Gdańsku, na rzece Motławie. Łączy ulicę Ogarną, poprzez Bramę Krowią (zachodni przyczółek) z Wyspą Spichrzów (wschodni przyczółek).

## Historia
Most Krowi wziął swoją nazwę od bydła, przepędzanego przez niego na wypas w rejonach dzisiejszego Dolnego Miasta. Od jego funkcji wzięła nazwę także Brama Krowia, otwierająca przejście przez most.
Do II wojny światowej był to most zwodzony. Powojenna odbudowa odebrała mu tę funkcję.

## Galeria

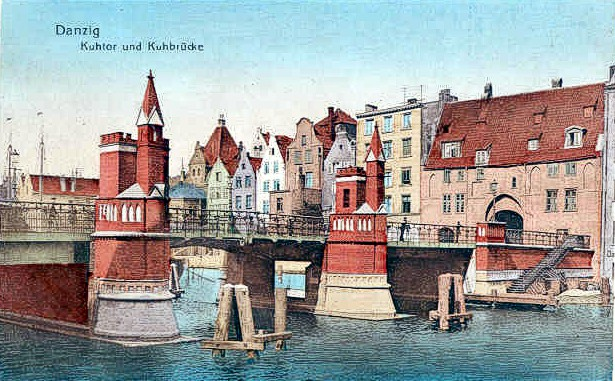
Most Krowi, ok. 1900
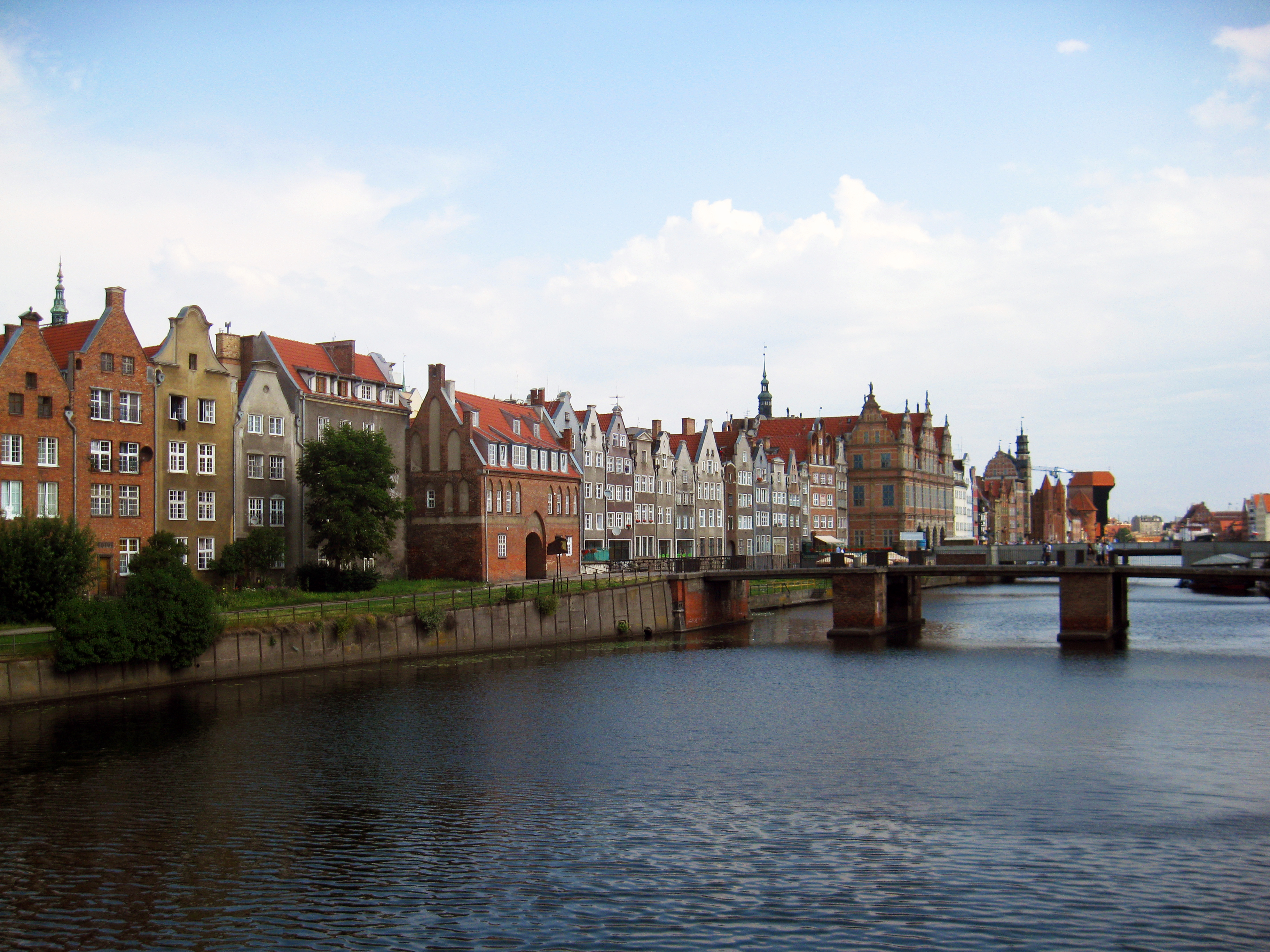
Most Krowi i Główne Miasto